# Desna (rivier)

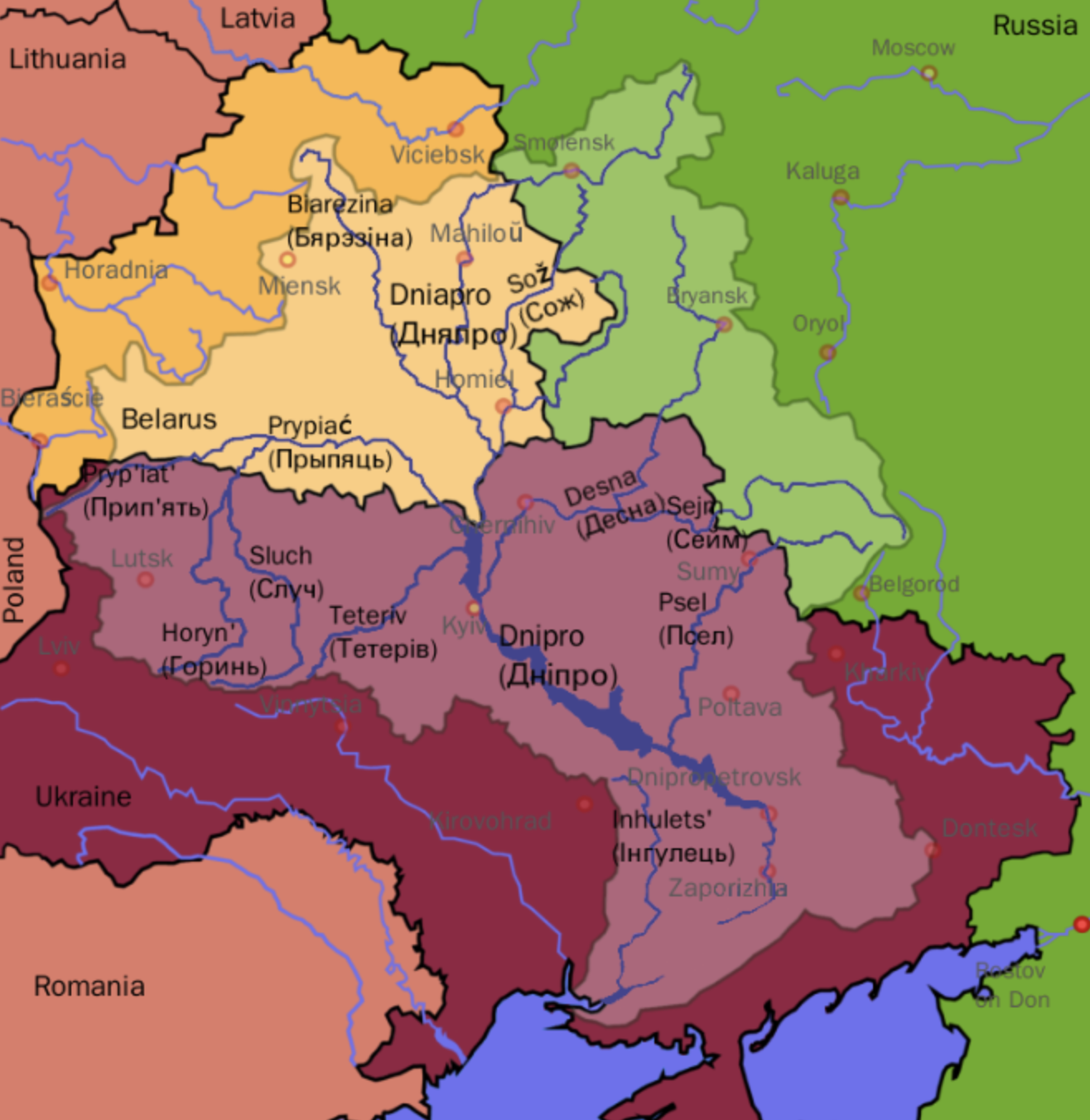
Stroomgebied van de Desna en de Dnipro.

De Desna (Oekraïens: Десна, Russisch: Десна) is een rivier in Rusland en in Oekraïne.
De lengte bedraagt 1130 kilometer, het stroomgebied 88.900 km². De Desna heeft 31 zijrivieren, waarvan 18 aan de rechterkant en 13 aan de linkerkant. De belangrijkste zijn Soedost, Snov, Sejm en Oster. Aan de Desna liggen de volgende plaatsen: Zjoekovka, Brjansk, Troebtsjevsk (Rusland), en Novgorod-Siverski, Tsjernihiv en Oster (Oekraïne).
De Desna ontspringt op de Hoogte van Smolensk in de gelijknamige oblast in Rusland. De bron ligt ten oostzuidoosten van Smolensk, vlak bij het stadje Jelnja. Vanaf daar voert de rivier zuidwaarts door een laaggelegen, moerassig gebied, totdat de rivier door Brjansk stroomt, waar de hoogte van de rechteroever aanmerkelijk hoger wordt. Vanaf het punt waar de Desna en haar zijrivier Sejm samenvloeien, vlak bij de grens tussen Rusland en Oekraïne, wordt de Desna breder. De rechteroever wordt vanaf daar weer wat lager, iets wat opnieuw gebeurt bij Tsjernihiv en opnieuw op het punt waar de zijrivier Oster in de Desna stroomt. Vanaf daar stroomt de rivier door een moerassig, modderig laaggelegen vlakte. In het noorden van Kiev stroomt de Desna in de Dnjepr.
Van begin december tot begin april is de Desna bevroren. De rivier is bevaarbaar vanaf Novgorod-Siverski tot aan de uitmonding in de Dnjepr.
- Gemeinsame Normdatei: 4229231-1
- Nationale Bibliotheek van Tsjechië: ge995666
- Virtual International Authority File: 315144270